# Nazarénusok (festők)

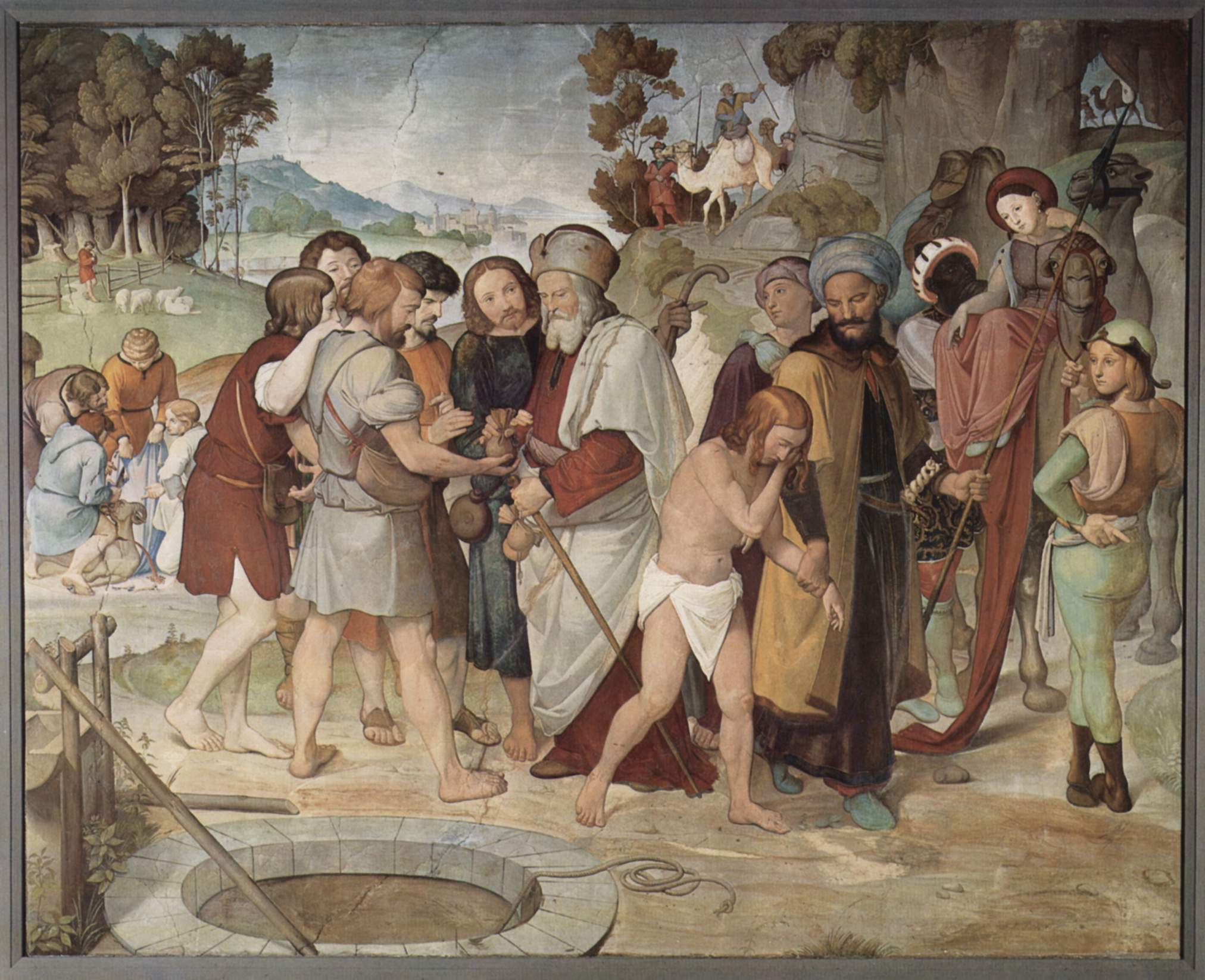
Overbeck festménye

A nazarénusok  fiatal német festők csoportja a romantika korában, akik el akarták kerülni a romantikus formalitást, megújulást kerestek a középkor szellemében. Új, hazafias-vallásos festészetet akartak létrehozni. 
A csoportot Johann Friedrich Overbeck és Franz Pforr alapította, akik 1810-ben egy használaton kívüli római kolostorban telepedtek le, és társaságukat Lukács Testvérek Egyesületének nevezték. Követőik voltak: Friedrich Wilhelm von Schadow, Peter von Cornelius, Philipp Veit, Julius Schnorr von Carolsfeld, Bonaventura Genelli, Joseph von Führich. Hozzájuk tartoztak Melegh Gábor és Szoldatits Ferenc magyar festők is. Ábrázolásuk személytelen, visszafogott, tartózkodó, merít a gótikus illetve a reneszánsz festészetből, de visszakanyarodik klasszicizmushoz is.  Az iskola fő művei a római Casa Bartholdy (1816–17, ma Berlinben látható) és a Villa Massimi (1822–32) freskóciklusai. A csoportból csak Overbeck és Führich tartott ki eredeti célkitűzéseik mellett, a többiek elhagyták a közösséget. A csoport hatása megmutatkozott az angol preraffaeliták mozgalmában.
Magyarországon többek között az egri főszékesegyház Mária-kápolnájának freskódísze (1881) és az újkígyósi templom mennyezeti freskói készültek nazarénus stílusban.